# وديع دادا
وديع دادا (8 فبراير 1981) هو صحفي وكاتب مغربي فرنسي، بدأ مسيرته مذيعا للأخبار على القناة الثانية المغربية دوزيم قبل أن يبدأ مشواره في التأليف والكتابة بالتوازي مع عمله رئيسا لتحرير الأخبار في القناة الثانية وإذاعتها.

## النشأة والدراسة
ولد دادا ابنا بكرا من بين ثلاثة إخوة اخرين هم (جمال وعفاف وسهام) في مدينة بييرلات التابعة لمنطقة أوفيرن-رون ألب جنوب فرنسا، لأسرة مغربية محافظة نازحة أصولها من قرية البهاليل التابعة لإقليم صفرو في الأطلس المتوسط، هاجر والداه في السبعينيات إلى فرنسا حيث عمل رب الأسرة في البناء بينما كانت والدته ربة بيت.
تابع دادا كامل طفولته في مدينة بييرلات قبل أن ينتقل إلى مدينة أفينيون خلال فترة دراساته الثانوية والعليا، حيث حصل على درجة الماجستير في القانون عام 2003، ثم بدأ التحرير الصحفي في أعمدة صحيفة La Provence المحلية اليومية. بعد سنة حصل على شهادة الدراسات المعمقة في القانون العام في مدينة مونبلييه، وفي عام 2006، حصل على الماجستير في الصحافة من مدينة غرونوبل.

## المشوار المهني
عن سن 25 عامًا، قدم دادا طلب تدريب في العديد من القنوات الفرنسية وطلب وحيد للتلفزة المغربية من خلال القناة الثانية دوزيم التي وافقت على طلبه. بعد 5 أشهر من التدريب، أقدم وديع دادا على تجربة أداء لاختيار مقدم أخبار باللغة الفرنسية بعد إجازة المقدمة فدوى الحساني، فتم قبوله من قبل مديرة الأخبار في القناة سميرة سيتايل. في سبتمبر 2006، بدأ دادا تقديم النشرة لأول مرة على الساعة 8:45 مساءً حيث اشتهر بصيغته الختامية المفضلة "même heure, même endroit" المستوحاة من مقدّمة الأخبار الفرنسية المخضرمة إليز لوسي.
بعد 12 سنة من تقديم الأخبار و2000 نشرة قدمها، أعلن دادا توقفه عن المهمة.

## حياته الشخصية
في حوار له مع المقدمة نهاد الصنهاجي خلال برنامجها «مع نهاد» صرح وديع دادا أنه كتوم بخصوص علاقته الخاصة إعلاميا لكنه أكد على ارتباطه عاطفيا لمرتين فقط في حياته انتهيا بالطلاق ورزق خلالهما بطفليه «ريان دادا» و«يانيس دادا».
في عام 2006 توفي شقيقه جمال وفي عام 2008 توفي والده.

## أعماله

### المسار الدراسي
- 2003 : شهادة الماجستير في القانون.
- 2004 : شهادة الدراسات المعمقة في القانون العام في مدينة مونبلييه.
- 2006 : شهادة الماجستير في الصحافة من معهد الاتصالات والإعلام في غرونوبل.

### المناصب والبرامج
- 2018 - 2006 : مذيع الأخبار للقناة الثانية دوزيم.
- المجلة الاقتصادية الشهرية Eclairages.
- رئيس القسم الاقتصادي ومدير التحرير الصحيفة الاقتصادية Econews للقناة.
- راديو دوزيم
- برنامج Continentales[8]

### المؤلفات
- "dans l'oeil du lion" (في عين السبع)[9][10]
- «7080 ثانية»[11][12][13]
- "?!imaginez si c'était vrai" (تخيلوا أن الأمر حقيقة؟).[14][15][16]